# 科納岩
科納岩（英語：Corner Rock）是南極洲的岩石，處於美克海峽東南面入口處，屬於威廉群島中阿根廷群島的一部分，在1935年由英國探險隊繪入地圖和命名，現時由南極條約體系管理。